# Grands Causses
Grands Causses (Velké náhorní plošiny) je oblast v jižní Francii, nacházející se na jih od Francouzského středohoří, tvořená krasovými náhorními plošinami, vzájemně oddělenými hlubokými kaňony. Místní název „causse“ pochází z okcitánštiny s významem „plošina“. Oblast je převážně tvořena jurskými vápenci, v nichž se vyvinuly rozsáhlé krasové útvary. Povrch náhorních plošin je převážně rovný nebo mírně zvlněný; dosahuje nadmořské výšky od 700 do 1 200 m n. m. a řadí se tak do montánního (horského) výškového vegetačního stupně.

## Geografie

### Poloha
Grands Causses jsou ohraničeny následovně:
- na severu městem Aubrac a hornatinou Margeride;
- na východě Cévennami;
- na jihu prahem mezi městy Bédarieux a Le Vigan;
- na západě oblastí Lévézou a okolím města Saint-Affrique.

### Členění plošin

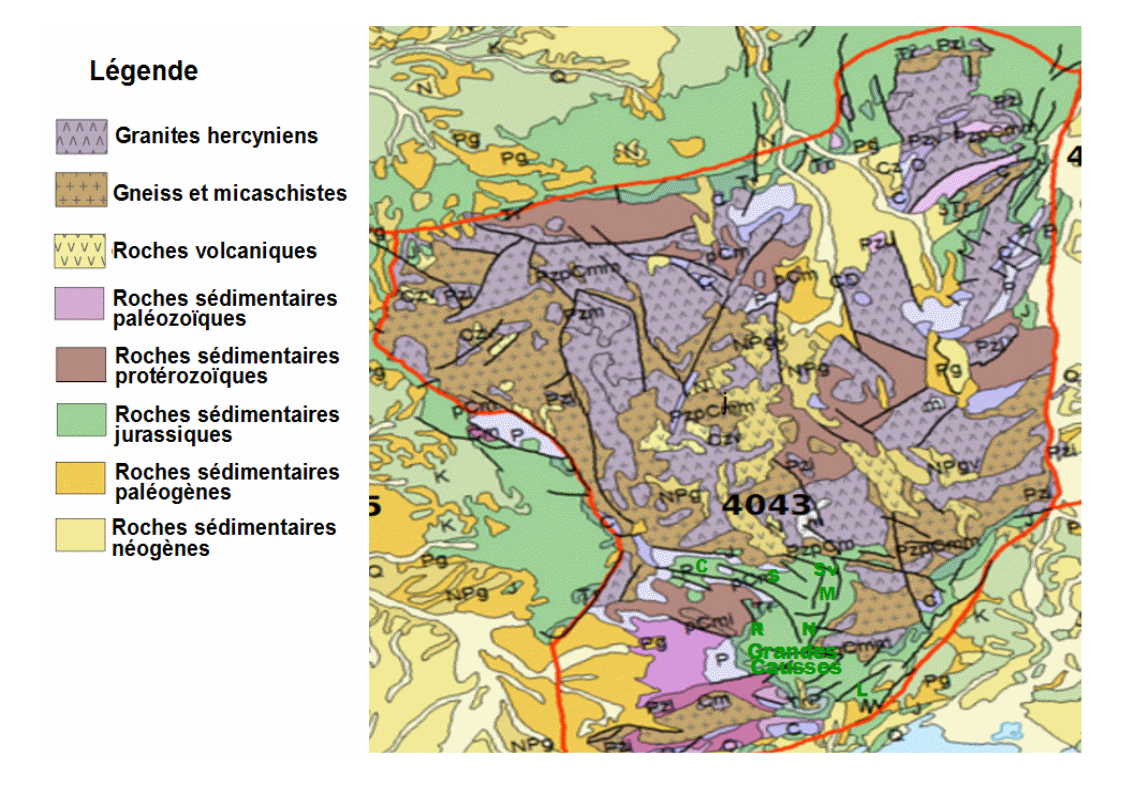
Geologická mapa Grands Causses : C = Comtal ; S = Severac ;Sv = Sauveterre ; M = Méjean ; N = černá ; R = červená ; L = Larzac.

Grands Causses tvoří sedm velkých náhorních plošin (v závorce příslušné departementy):
- Causse Comtal (Aveyron);
- Causse de Sévérac (Aveyron);
- Causse de Sauveterre (Lozère a Aveyron);
- Causse Méjean (Lozère );
- Causse Noir (Aveyron, Gard a Lozère);
- Causse Rouge (Aveyron);
- Larzac (Aveyron a Hérault).

a velký počet menších, obvykle okrajových plošin (například: Causse de Mende, Causse de Blandas, Causse de Changefège, Causse-Bégon atd.).

## Geologie a morfologie

### Shrnutí geologického a geomorfologického vývoje regionu

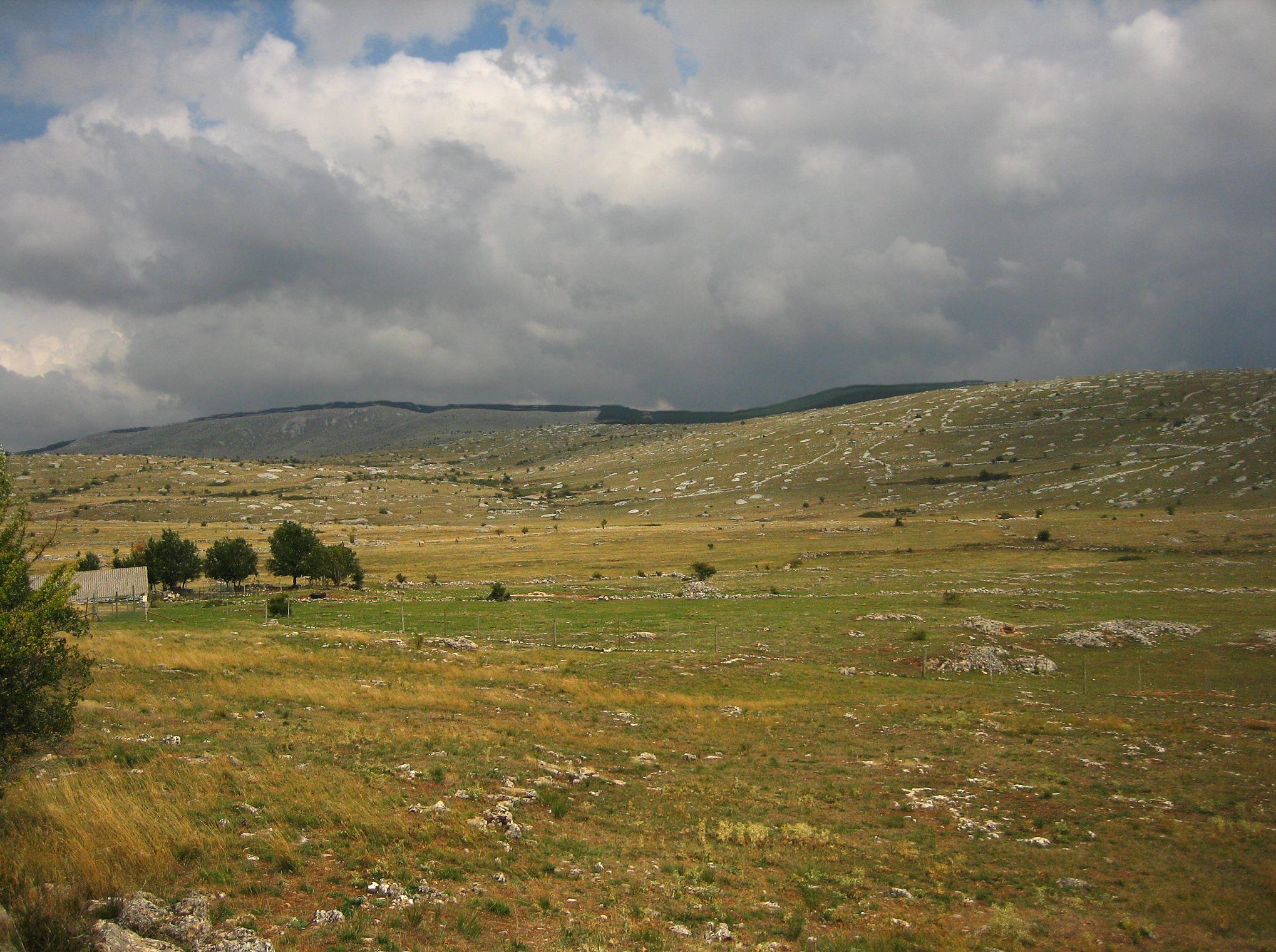
Causse Méjean.

Grands Causses jsou součástí sedimentárního pokryvu jižní části Francouzského středohoří, zachovaného v prohlubních nebo příkopech tektonického původu. Většina dochovaných sedimentů vznikla v jurské periodě, z předchozího období (trias) se zachovalo jen málo výchozů s výjimkou jižní části oblasti v okolí měst Saint-Affrique a Lodève. Sedimenty z křídového období na území Grands Causses téměř chybějí, jen několik pozůstatků mořských křídových sedimentů se nachází v údolí řeky Vis. Jurská sedimentace probíhala jako mělkovodní, v rozsáhlém zálivu obklopeném tektonicky oddělenými a do různé míry vyzdviženými hercynskými bloky. Osa sedimentačního prostoru probíhala přibližně po linii Millau – Mende. Zde jsou také sedimentární vrstvy nejsilnější, mocnost místy dosahuje až 1 500 m.
V důsledku Alpinského vrásnění, které vedlo v průběhu třetihor a čtvrtohor ke vzniku Alp a Pyrenejí, byly sedimentární celky vyzdviženy podél starých zlomů v původním podloží, aniž došlo k jejich vrásnění nebo výraznějšímu uklonění. Následná intenzivní eroze vysvětluje absenci sedimentů z období křídy a novějších. Aktivovány byly zejména zlomy severojižního a východozápadního směru, což je důsledkem tektonických tlaků jak od Pyrenejí, tak od Alpského oblouku.
Jurské vápencové a dolomitové sedimenty, které byly tektonicky vyzdviženy, jsou vystaveny intenzivním krasovým procesům. Řeky jako Tarn, Jonte nebo Lot se rychle zahlubují podél tektonických linií, čímž dochází ke snížení lokální erozní báze, což dále vede ke vzniku rozsáhlých podzemních krasových systémů. Rozpad vápencových causses na okraji hlubokých kaňonů vedlo ke vzniku členitých skalních měst (fr. „chaos“), která lze obdivovat v místech jako Montpellier-le-Vieux nebo Nîmes-le-Vieux.
Grands Causses jsou typickou krasovou krajinou s mírně zvlněnými plošinami bez vodních toků, hlubokými protékanými kaňony a velmi dobře vyvinutým endokrasem (podzemní krasové útvary). Krasové oblasti v horách oproti tomu bývají v důsledku tektonického rozčlenění menšího rozsahu, jsou rychleji erodovány a nevytváří takto rozsáhlé krasové systémy.

## Ekonomika
Do konce 18. století bylo hospodaření v oblasti Causses zaměřeno v podstatě na produkci potravin. Pěstovaly se především obiloviny, díky existenci lokalit obsahujícím slín. I když povrch plošin tvoří převážně suchá, mělká a kamenitá půda s řídkou vegetací, využívali zemědělci ke své produkci prohlubně – závrty, kde se hromadil sediment. Ovce se zde v té době chovaly pro vlněné rouno, které bylo zpracováváno v textilních továrnách v Lodève a Clermontu; ostatní zvířata byla využívána jen jako zdroj pracovní síly. Na počátku XIX. století začalo masové vylidňování venkova, které bylo do té doby jen sezónní. S rozvojem sýrařského průmyslu se sice hospodářská zvířata stávají hlavním zdrojem příjmů, ale ani tato činnost nezpomaluje vylidňování a mnoho původně obdělávaných oblastí se mění v pastviny nebo na lesní kultury. Současné hospodaření je založeno na živočišné produkci, zejména na chovu ovcí na maso a produkci mléka, používaného při výrobě místních sýrů, především rokfóru (Roquefort), zrajícího ve sklepích města Roquefort-sur-Soulzon.

Specifická poloha Grands Causses mezi Atlantickým pobřežím a Středozemním mořem z nich činí významnou dopravní tepnu a zázemí languedockého pobřeží. Od toho se odvíjejí aktivity směřující ke zkvalitňování a zhodnocování infrastruktury regionu, zejména v okolí Millau.

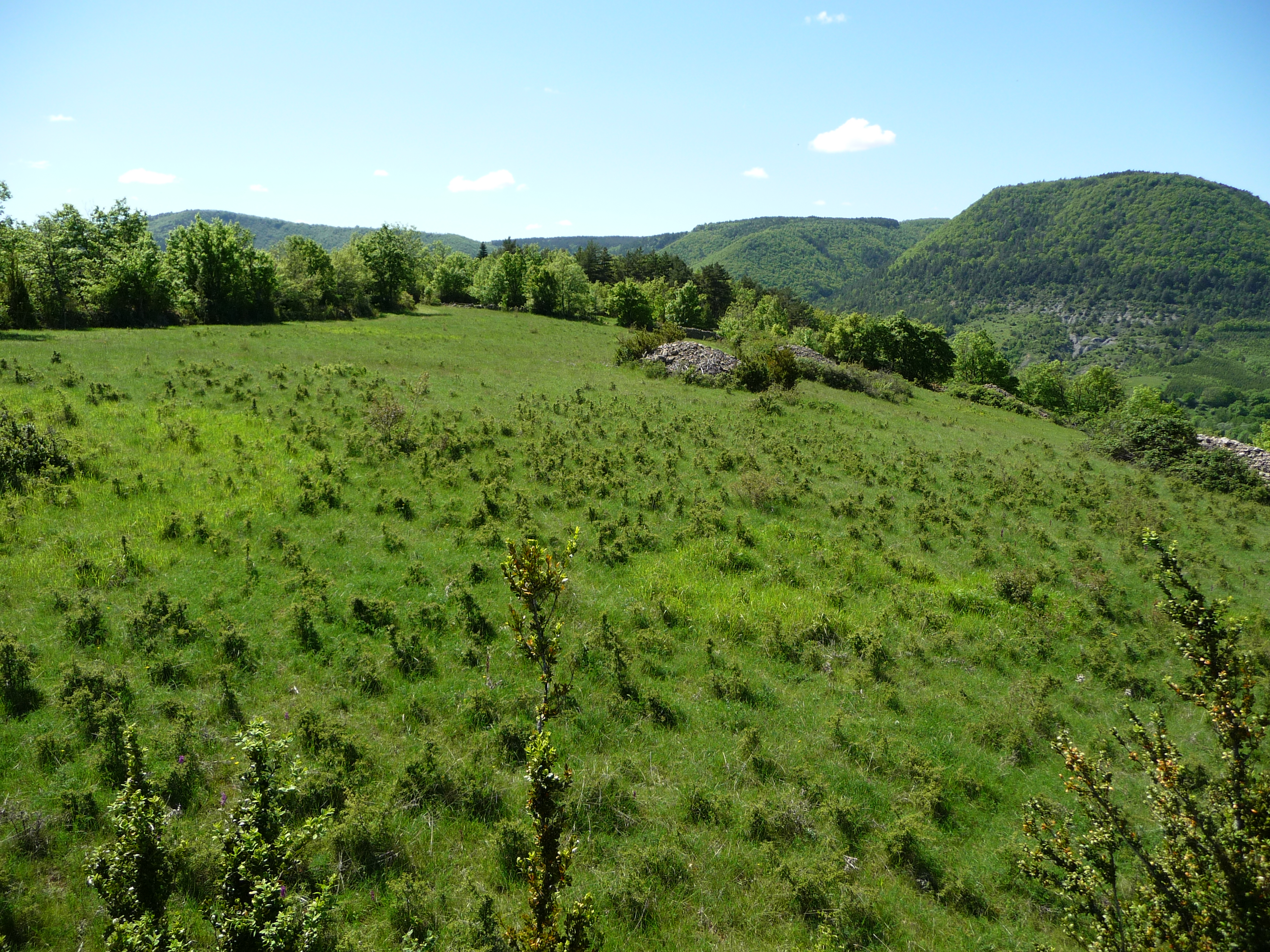
Pastvina na okrajové části plošiny Larzac na jaře.
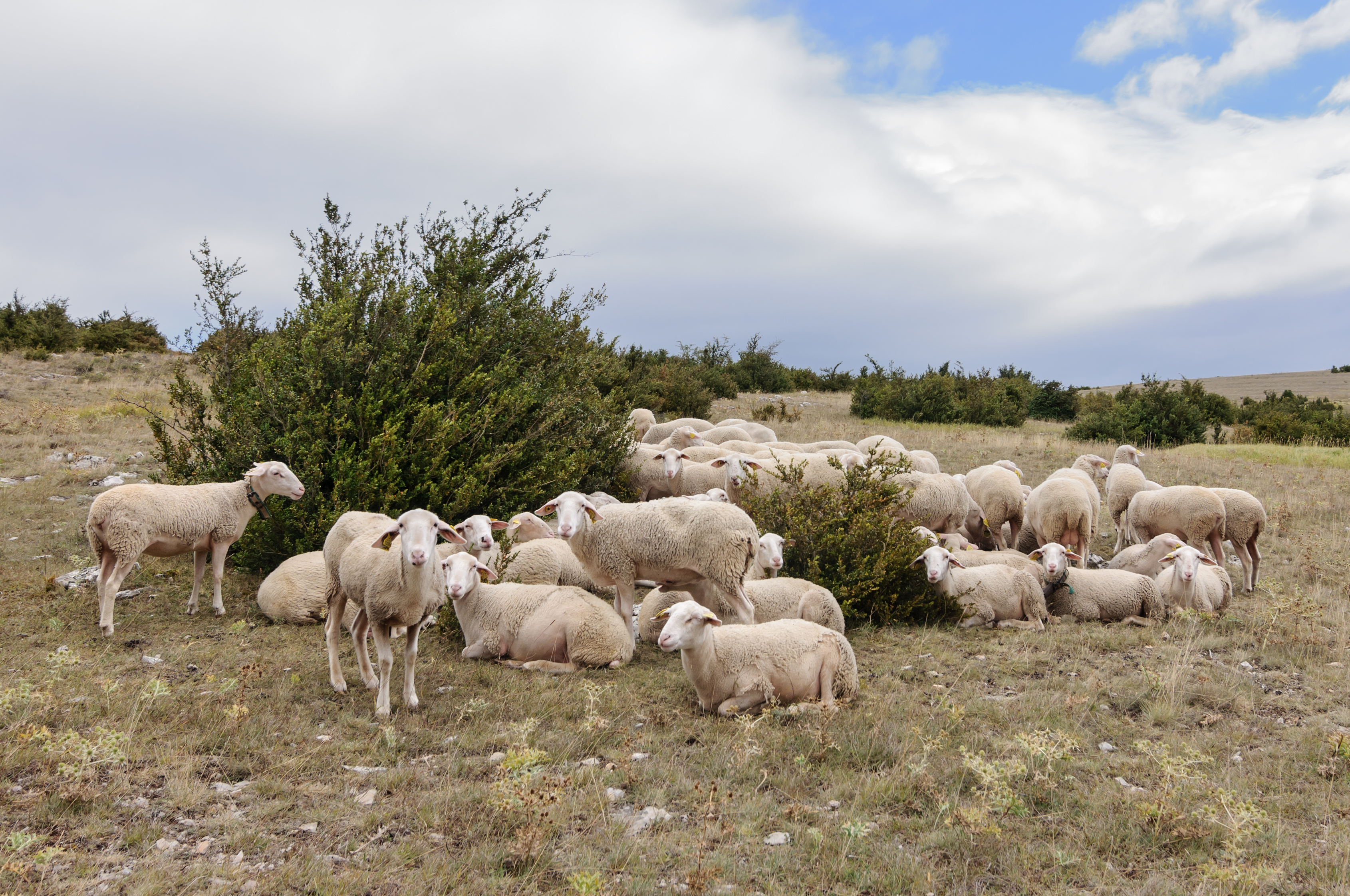
Stádo ovcí plemene lacaune na pošině Méjean koncem léta.

## Flóra a fauna

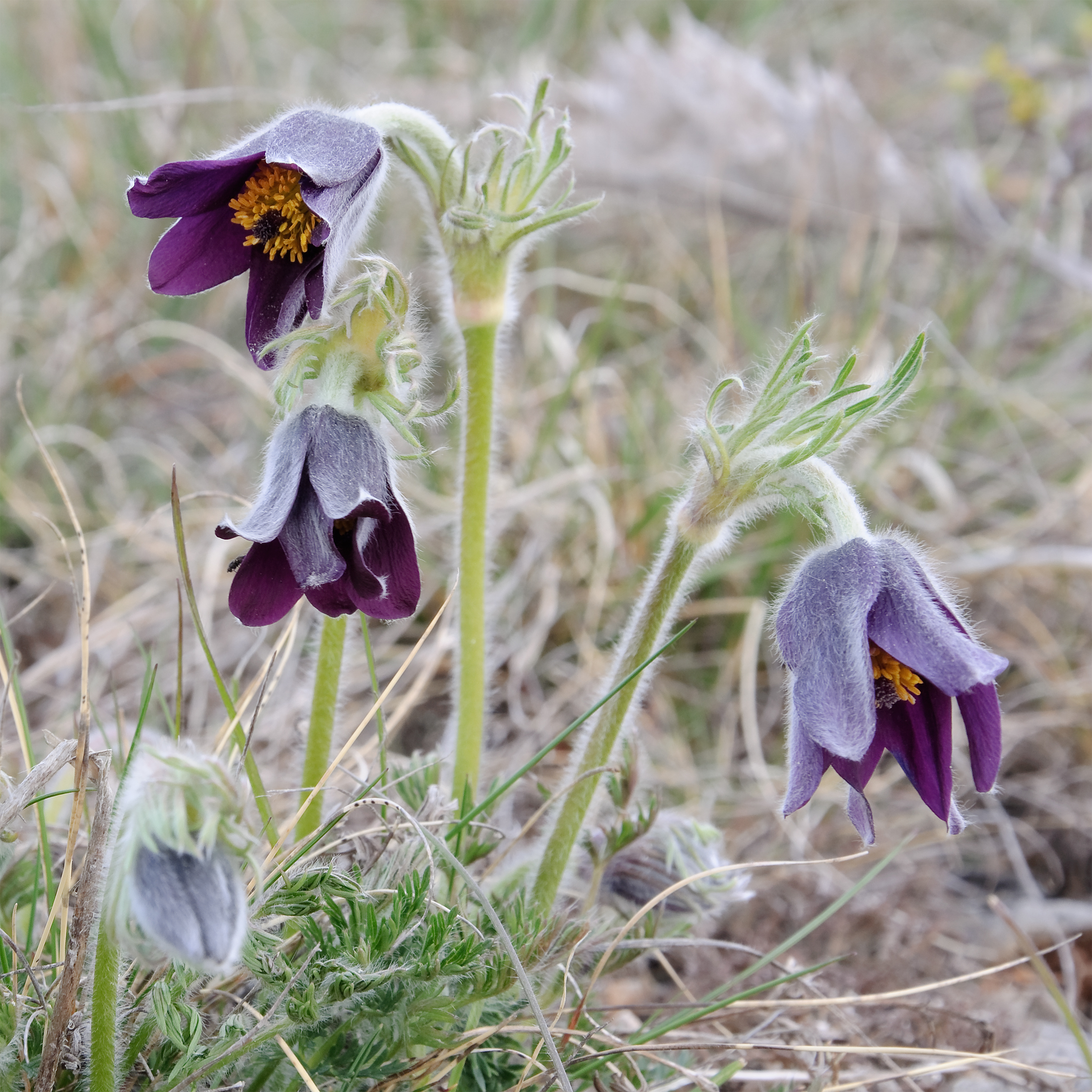
Koniklec Coste (koniklec německý, var. Costeana) endemická bylina na vápencovém povrchu Grands Causses.

- Suchomilný travnatý porost s typickým rostlinstvem (viz také článek o flóře Francouzského středohoří)
- Četné endemické orchideje
- Ve volné přírodě vyhynulý sup hnědý (le vautour moine) byl ve Francii znovu vysazen v roce 1992, kdy byli právě v Grands Causses vypuštěni do volné přírody v zajetí odchovaní supi. V roce 2010 dosáhla volně žijící populace supů hnědých celkem 18 párů.[7]

## Environmentální a sociální ochrana
Tato oblast a její obyvatelstvo jsou chráněny vyhlášením národního parku a regionálního přírodního parku. Jsou to konkrétně: Národní park Cévennes (francouzsky Parc national des Cévennes, vyhlášen 1970) a Regionální přírodní park Grands Causses (francouzsky Parc naturel régional des Grands Causses, vyhlášen 1995)

Logo regionálního přírodního parku Grands Causses.

Logo světového dědictví.

## Registrace v seznamu světového dědictví UNESCO
Od června 2011 bylo území Grands Causses zapsáno na seznam světového dědictví UNESCO v návaznosti na zápis lokality Causses a Cévennes: kulturní krajiny středomořského agropastevectví jako kulturní dědictví lidstva.